# Podcasting
Podcasting este o metodă de distribuție și amenajare pe internet a fișierelor în format audio, prin intermediul tehnologiei Web-Feed și a formatelor de sindicalizare de conținut (RSS, ATOM). Utilizatorii unui site pot descărca fișierele în timp real și redate pe echipamente mobile sau calculatoare ce acceptă formatul în care acestea au fost create. Un autor de podcast este de obicei denumit podcaster.
Site-urile de podcasting (de obicei servere) pot oferi fișierele spre descărcare și ascultare off-line sau pentru redare directă on-line. Metoda de bază este totuși aceea de descărcare prin intermediul unui cititor de conținut RSS sau Atom.
Termenul „podcast” este o combinație între iPod, lectorul portabil de muzică portabilă Apple Computer, și casting, transmisie. 
Podcasting-ul a apărut după anul 2005, când cea mai nouă versiune iTunes de la Apple, a început să suporte acest mediu.

## Cititoare podcast
Podcast poate fi folosit pentru notebook sau PC, dar este destinat și dispozitivelor portabile ca iPhone, iPod, mp3 player. Podcastul funcționează cu ajutorul unui software specializat care sincronizează conținutul de pe internet cu cititorul de podcast care conține un software de sincronizare.
Cititoare specializate:
- gPodder : complexă, multiplatformă (Linux, Windows, Mac, Android, BlackBerry etc) licență gratuită GPL
- HermesPod: pentru Windows
- Podcast Addict și  Podcast Player - Free : pe Android
- Downcast: player audio și video, alternativă Apple pentru iOS
- Aplicatio Freepod: exclusiv pentru podcast Freepod pe platforma iOS și Windows Phone

Software-uri care au integrat funcție de Podcast: 
- Akregator : cititor de flux RSS integrat în KDE ;
- AmaroK : player audio și video pentru Linux și alte sisteme de operare Unix-like
- Clementine :suportă și podcast, inspirat din AmaroK
- Doppler: Windows
- Google Reader : cititor audio, video, imagine și text
- GTKpod: Linux
- iTunes: fișiere audio și video, conținut iPod, conectare la iTunes Store
- iPodder: Mac, Linux, Windows
- nimiq: Windows
- Playpod Arhivat în 14 februarie 2015, la Wayback Machine.: Mac
- Rhythmbox : audio, webradio, similar iPod pentru Linux ;
- VLC media player : audio și video, codare audio și video, streaming, licență GNU GPL ;
- Winamp : audio și video similar iPod

Servicii online care permit ascultarea de podcasturi:
- iTunes Podcasts: cea mai mare platforma de podcasturi
- Overcast.fm: serviciu online care permite ascultarea in browser a podcasturilor
- Stitcher
- Player.fm
- Podbean

## Utilizări
Comunitățile folosesc podcasturi colaborative pentru a sprijini podcasting-ul mai multor participanți prin procese simplificate în general și fără a fi nevoiți să găzduiască propriile fluxuri individuale. Un podcast al comunității poate, de asemenea, permite membrilor comunității (în legătură cu subiectul emisiunii) să contribuie la podcast în multe moduri diferite. Această metodă a fost folosită pentru prima dată pentru o serie de podcast-uri găzduite de Centrul Regional pentru Tehnologii Educaționale de la Universitatea Fordham în 2005. Anders Gronstedt explorează modul în care companiile precum IBM și EMC folosesc podcast-urile ca un canal de instruire și comunicare a angajaților.
Industria podcast este foarte profitabilă. Peste 50 de milioane de persoane ascultă în fiecare lună podcasturile. Un număr mic, dar eficient de ascultători sunt, de asemenea, creatori de podcasturi. Crearea unui podcast este în mod rezonabil ieftin. Este nevoie doar de un microfon, un laptop sau alt computer personal și o cameră cu blocare a sunetului. Creatorii de podcast-uri tind să aibă o bună bază de ascultător datorită relațiilor lor cu ascultătorii.

## Vezi și
- Radio pe internet
- Streaming
- Listă de podcasturi audio românești